# Peter Bruns (Offizier)
Peter Bruns (* 2. September 1966) ist ein Schweizer Berufsoffizier im Range eines Brigadiers, ehemaliger Berufsmilitärpilot und Chef Armeeplanung der Schweizer Armee. Er untersteht direkt dem Chef Armeestab, Divisionär Alexander Kohli.

## Leben
Bruns wurde 1989 Berufsmilitärpilot in der Fliegerstaffel 11, schloss 1999 ein Studium der Volkswirtschaftslehre an der Universität Zürich ab und 2011 einen Senior Course am NATO Defense College. Danach studierte er berufsbegleitend an der ETH Zürich und erlangte 2015 den Master of Advanced Studies in Security Policy and Crisis Management. Am 1. Januar 2018 wurde Bruns zum Stabschef der Schweizer Luftwaffe ernannt und im Juli 2021 unter gleichzeitiger Beförderung zum Brigadier zum Kommandanten der Fliegerbrigade 31. Seit Januar 2024 ist er der Chef Armeeplanung.